# Laatzen
Laatzen is een stad in de Duitse deelstaat Nedersaksen, en maakt als selbständige Gemeinde deel uit van de Region Hannover.
Laatzen telt 41.854 inwoners.

## Indeling van de gemeente

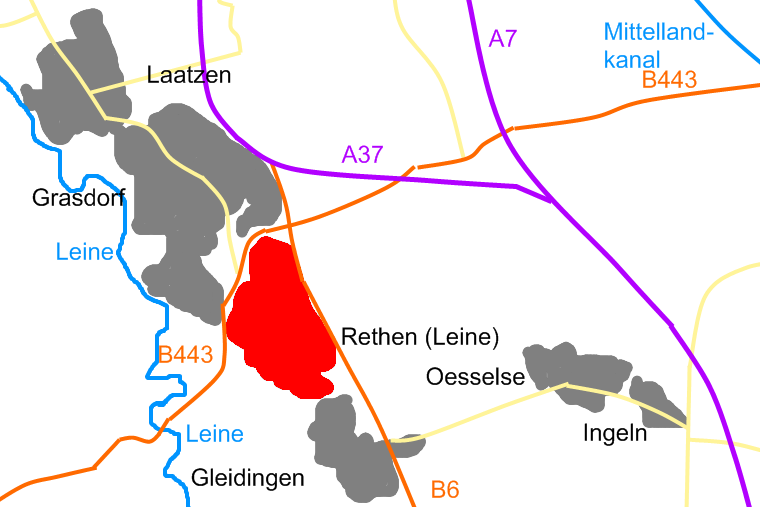
Situering van de stadsdelen. Rethen is rood gemarkeerd.

Laatzen bestaat uit:
- Kernstadt Laatzen, met ultimo 2016 ruim 25.000 inwoners; onderverdeeld in:
  - Alt-Laatzen (op de grens met de stad Hannover)
  - Laatzen-Mitte
  - Grasdorf, ten zuiden van Laatzen zelf
- Ingeln-Oesselse (circa 4.000 inwoners)
- Gleidingen (ruim 4.000 inwoners)
- Rethen (per 31 december 2019 circa 9.000 inwoners)

Totaal aantal inwoners van de gehele gemeente ultimo 2019: 43.280. 

## Ligging, verkeer, vervoer
Laatzen ligt in het zuidoosten van de agglomeratie van Hannover en kan als een voorstad van die stad beschouwd worden. De rivier de Leine vormt de westgrens van de gemeente. Het terrein van de Hannover Messe grenst aan Laatzen.
In Laatzen is een nieuw stadscentrum met de naam Leine-Center gebouwd. Het bestaat o.a. uit een groot winkelcentrum.

### Buurgemeentes
- In het noordwesten: Hemmingen
- In het noorden: Hannover
- In het oosten: Sehnde
- In het westen: Pattensen
- In het zuiden: Sarstedt
- In het zuidoosten: Algermissen

De beide laatstgenoemde buurgemeenten liggen in de Landkreis Hildesheim.

### Wegverkeer
Ten oosten van Laatzen langs loopt de A7 noordwaarts naar Hamburg en zuidwaarts naar  Hildesheim en Kassel. Bij Autobahndreieck Hannover-Süd, dat op Laatzer gebied ligt, kan men via een kort stukje A37 bij afrit Messegelände de B6 op (rechts naar het terrein van de Hannover Messe, links naar Laatzen-Mitte).
Door Laatzen lopen enige Bundesstraßen: 
- de Bundesstraße 3, deels vierstrooks
- de Bundesstraße 6, deels vierstrooks
- de Bundesstraße 65
- de Bundesstraße 443

### Openbaar vervoer

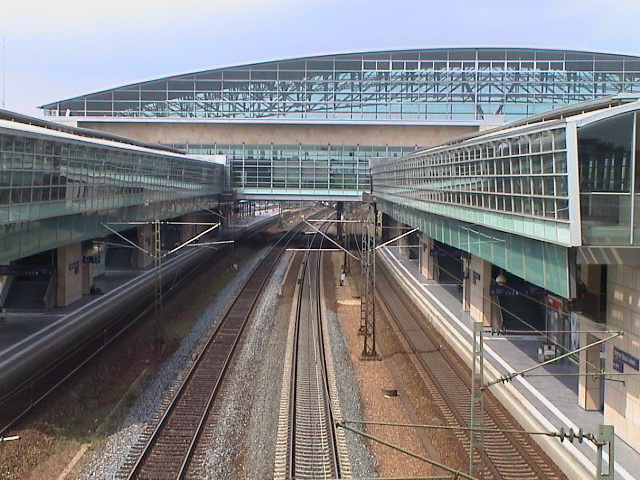
Station Hannover Messe/Laatzen
Stadtbahn Hannover tramlijnennetkaart. Zie rechtsonder lijn 1 en 2.

Een belangrijk spoorwegstation van de S-Bahn van Hannover is Hannover Messe/Laatzen. Het ligt in Laatzen, maar via een fly-over oostwaarts  kan men op het terrein van de Hannover Messe komen. Normaliter stopt alleen lijn S-4 van de S-Bahn van Hannover er, maar tijdens beurzen e.d. op de Hannover Messe stoppen de doorgaande treinen er extra.
Ook Ortsteil Rethen heeft een station van de S-Bahn.
De Stadtbahn Hannover (de stadstram) ontsluit Laatzen d.m.v. twee noord-zuid lopende lijnen. Lijn 1 (Langenhagen–Hannover Hbf–Laatzen–Sarstedt) loopt door Laatzen-Mitte. Lijn 2 (Alte Heide–Hannover Hbf–Laatzen–Rethen) loopt door Grasdorf.
Daarnaast lopen door de gemeente diverse buslijnen.

## Economie
Siemens AG heeft enkele bedrijfsafdelingen (op het gebied van het ontwerp en de bouw van spoorwegmaterieel en onderdelen daarvan) en een aantal kantoren in het verleden vanuit de stad Hannover verplaatst en in Laatzen gevestigd. In 2018 is te Laatzen met de bouw van een nieuw kantoorgebouw voor 750 medewerkers begonnen, dat eind 2020 gereed moet zijn.
Laatzen profiteert economisch ook van de nabijheid van de Hannover Messe (horeca, IT-bedrijven etc.). 
Een Luxemburgs concern exploiteert in Laatzen een fabriek van machine- en voertuigmotoronderdelen.
De plaats heeft verder een aantal bedrijventerreinen voor midden- en kleinbedrijf.
Binnen de dienstensector valt op, dat de plaats een ziekenhuis met 246 bedden heeft, waar ook medische studenten uit Hannover in de praktijk worden opgeleid. Ook is het hoofdzetel van een groot catering- en schoonmaakbedrijf, dat tot een Brits concern behoort. Verder heeft de Deutsche Rentenversicherung, die de Duitse wettelijke sociale verzekerings- en pensioenuitkeringen verzorgt, in Laatzen haar kantoor voor de deelstaat Nedersaksen.

## Geschiedenis
Gleidingen is de oudste plaats binnen de huidige gemeente. In 983 werd het reeds in een document vermeld.
Het gebied behoorde in de 14e en 15e eeuw eerst aan plaatselijke heren (het geslacht Von Lathusen) en daarna aan het te Hildesheim gelegen klooster Marienrode, dat tot 1580 formeel eigenaar van de grond was. De Reformatie in de 16e eeuw had tot gevolg, dat de meerderheid van de christenen in de gemeente, tot op de huidige dag, evangelisch-luthers is. In 1671 stond hertog George Willem van Brunswijk-Lüneburg het grootste deel van de huidige gemeente Laatzen af aan zijn broer, Johan Frederik van Brunswijk-Lüneburg. Sindsdien behoorde Laatzen tot het Vorstendom Calenberg. Laatzen had in de 17e en 18e eeuw een aparte status binnen Calenberg ( "Kleines Freie") : het had zekere vrijheden op het gebied van de rechtspraak en het behoefde minder herendiensten te verrichten.
In 1853 kreeg Laatzen zijn eerste spoorwegstation.
In 1943, april 1944 en maart 1945 tijdens de Tweede Wereldoorlog werden diverse gebouwen in de gemeente door geallieerde bombardementen verwoest.
Na de Tweede Wereldoorlog ontwikkelde de gemeente zich tot een voorstad van Hannover, met veel nieuwe woonwijken. Later verhuisden ook enige bedrijven vanuit Hannover hierheen, zodat de werkgelegenheid in Laatzen zelf ook is toegenomen.
Op 21 juni 1968 verleende de regering van Nedersaksen aan de gemeente Laatzen het recht, zich stad te noemen.

## Bezienswaardigheden, recreatie
De voornaamste bezienswaardigheid in de gemeente is de natuur. Zeker aan de westkant van de gemeente is het gebied, waar de rivier de Leine doorheen stroomt, grotendeels ofwel als beschermd landschap, ofwel als natuurreservaat aangewezen. Het gaat hier om o.a. weidereservaten, wetlands en kleine venen en ooibossen. Het Mastbrucher Holz is een klein bos ten zuiden van het terrein der Hannover Messe, en is beroemd om zijn soortenrijkdom.

### Monumentale gebouwen
- De (thans evangelisch-lutherse) Oude Kapel in Alt-Laatzen (bouwjaar 1325, verwoest tijdens de Tweede Wereldoorlog, herbouwd in 1954, wordt beschouwd als het meest zuidelijk gelegen gebouw van geheel Duitsland in de stijl van de Noordduitse baksteengotiek.

### Musea, recreatie, toerisme
- Het Park der Sinne (park van de zintuigen) is een zogenaamd doe-park met diverse objecten om diverse zintuigen te gebruiken. Het is een openbaar park midden in Laatzen. Er worden door de charitatieve vereniging, die het beheer verzorgt, regelmatig activiteiten van uiteenlopende aard georganiseerd. Het werd aangelegd in het kader van de Expo 2000 in Hannover.
- In Laatzen ligt, aan de spoorlijn naar Hildesheim, het Luchtvaartmuseum Hannover. Men kan er meer dan 30 historische vliegtuigen bezichtigen.

## Partnergemeentes
- Le Grand-Quevilly, Frankrijk, sinds 1969
- Waidhofen an der Ybbs, Oostenrijk, sinds 1986
- Gubin, Polen, sinds 1991

De jumelage van Stadtteil Rethen met het Nederlandse Uithuizermeeden (nu gemeente Het Hogeland), die in 1973 was begonnen, is in 2010 beëindigd.

## Belangrijke personen in relatie tot de gemeente

### Geboren
- Marcel Halstenberg (27 september 1991), voetballer

### Overleden
- Peter Wessel Tordenskjold (1690-1720), Noors admiraal

## Afbeeldingen

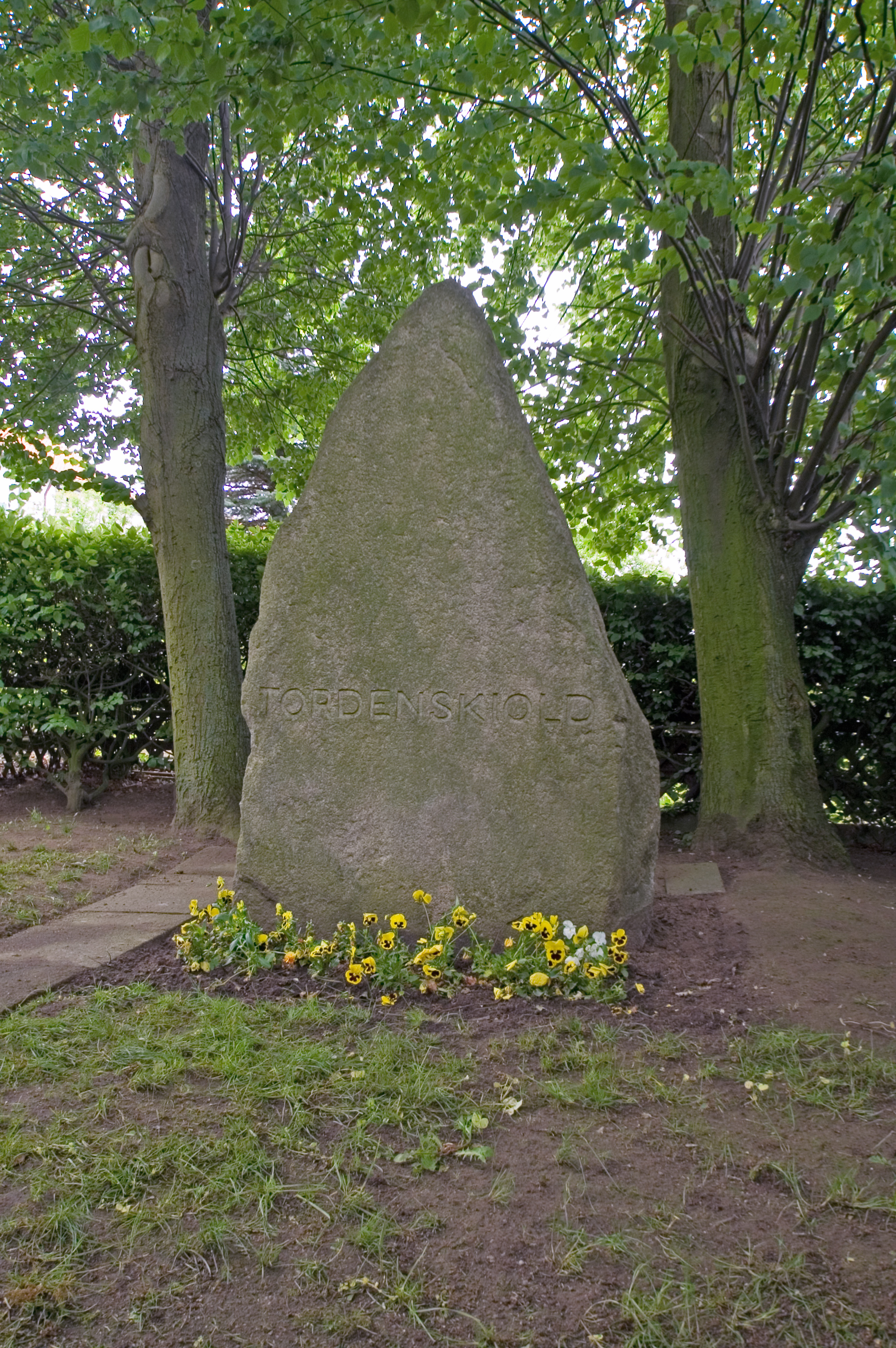
Tordenskjold-gedenksteen in Gleidingen
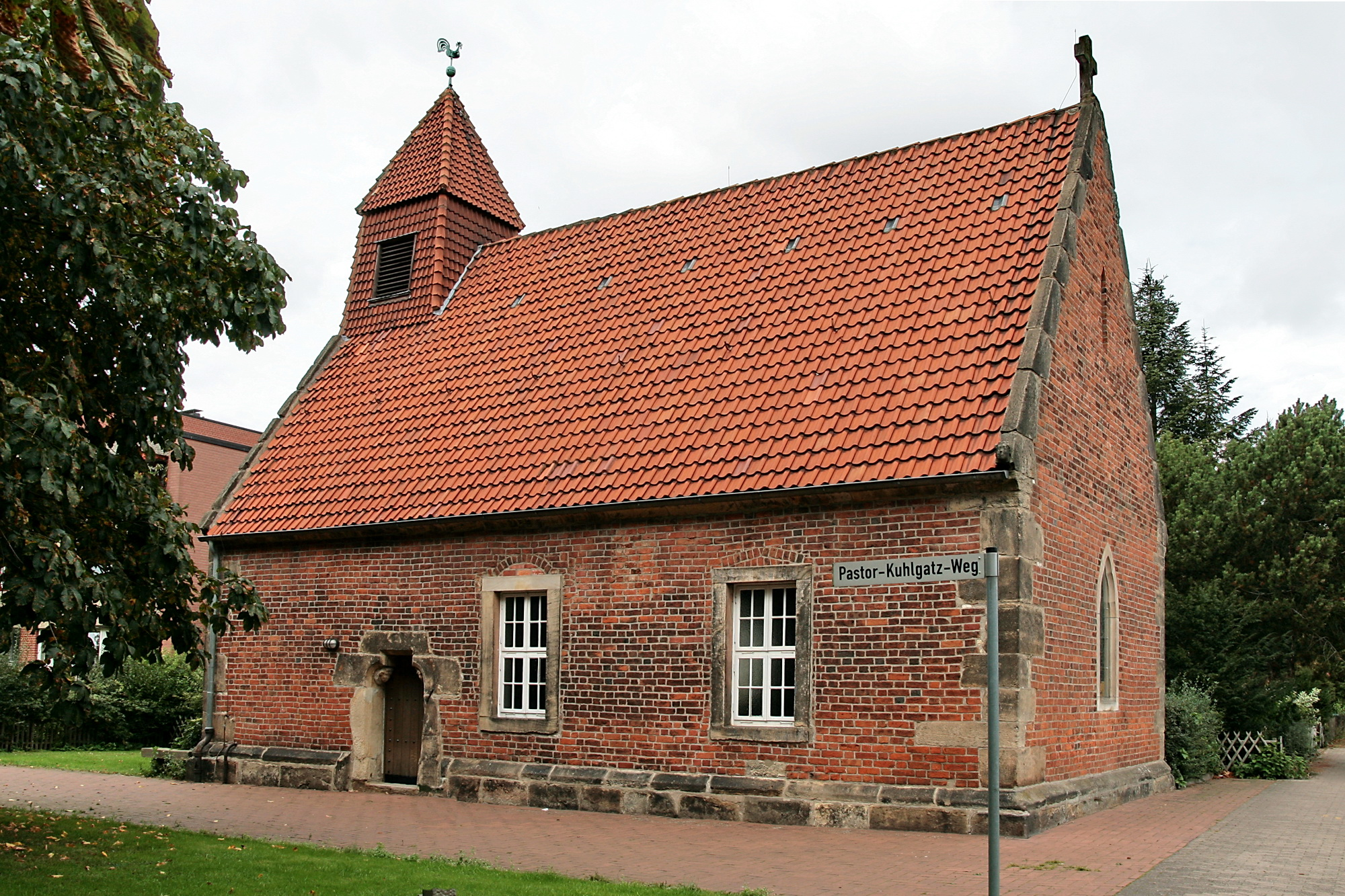
Oude kapel in Alt-Laatzen
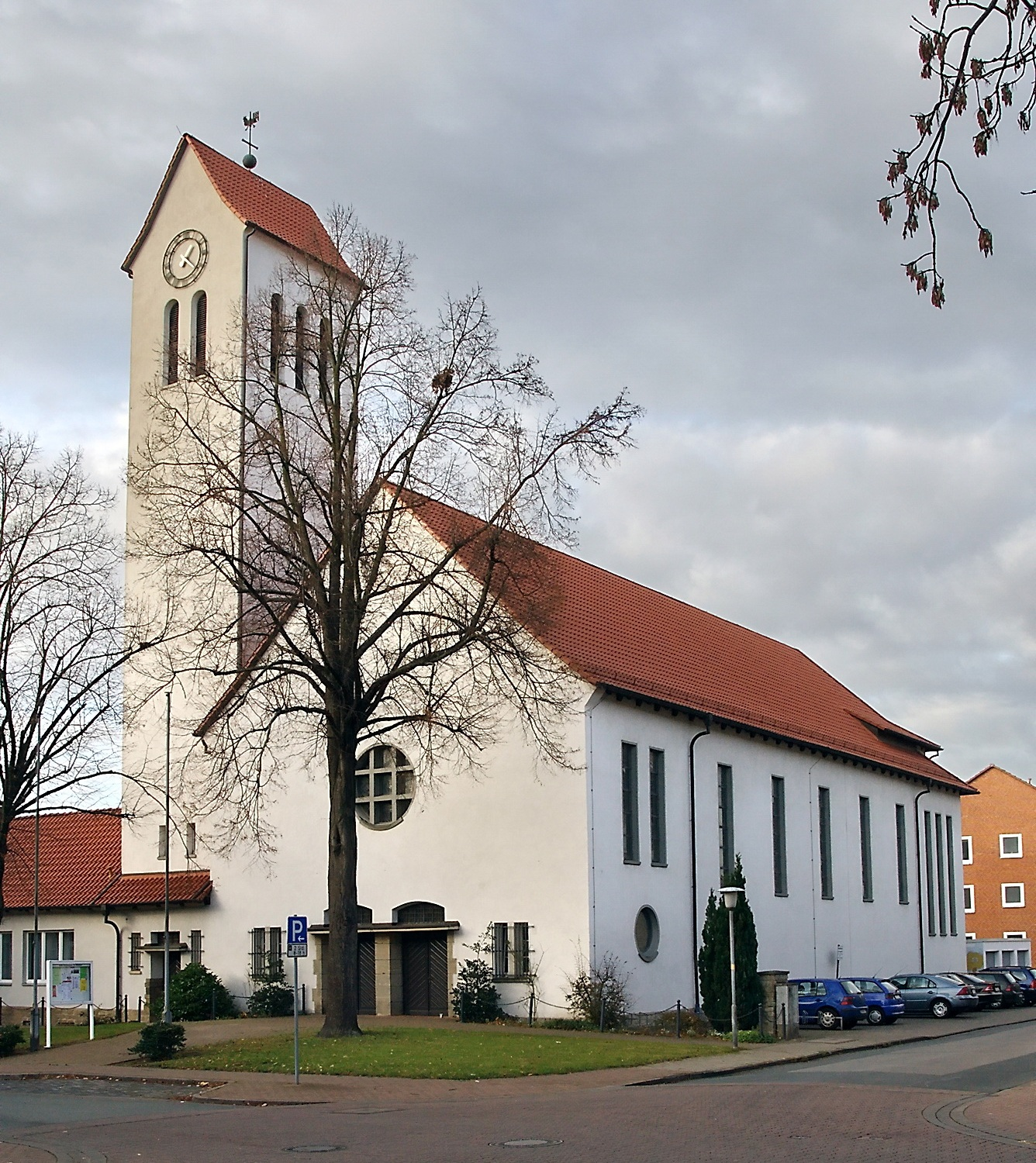
R.K. kerk in Alt-Laatzen
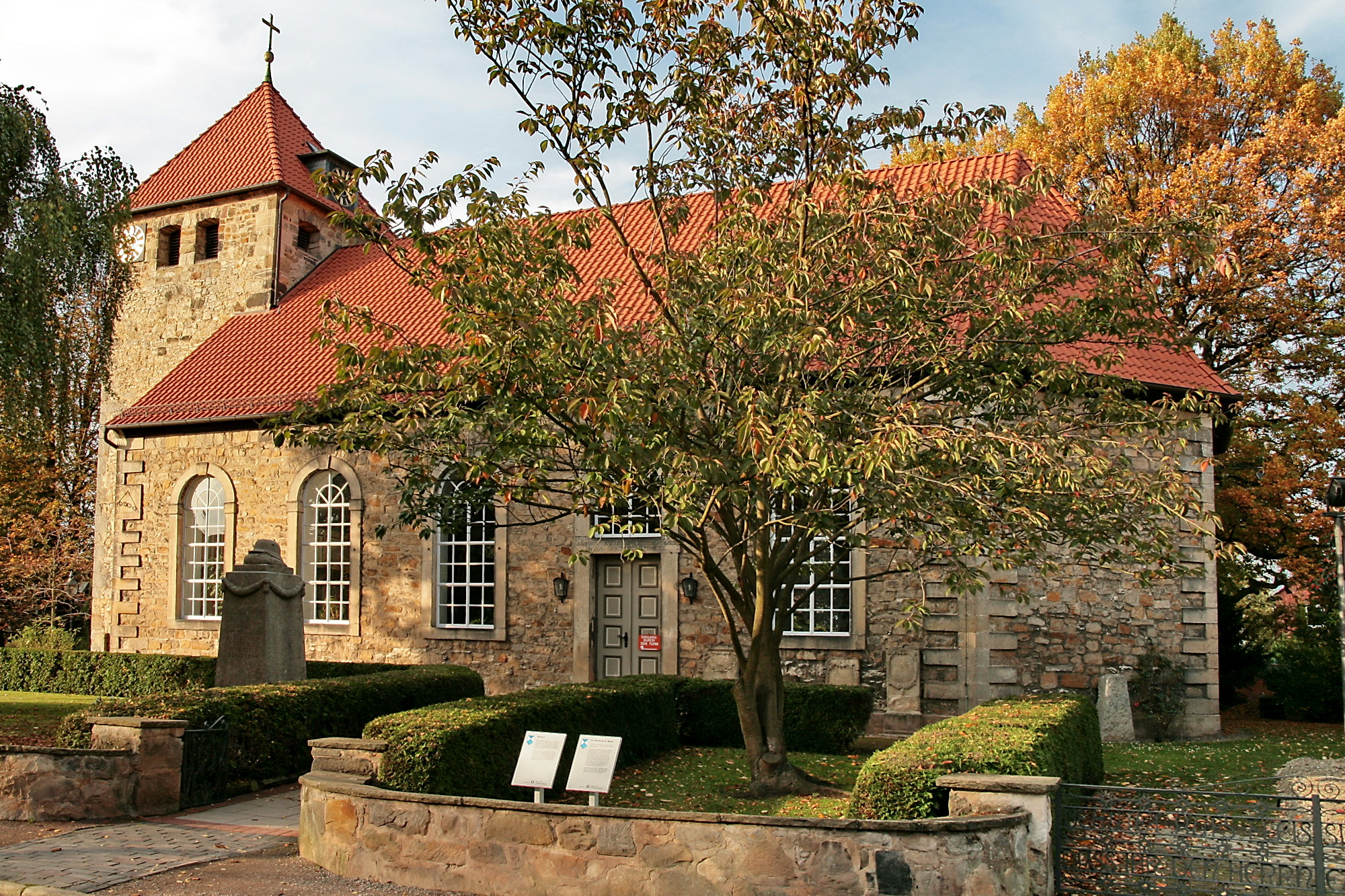
Kerkje van Grasdorf (18e-eeuws; na verwoesting in WO II in 1959 herbouwd)
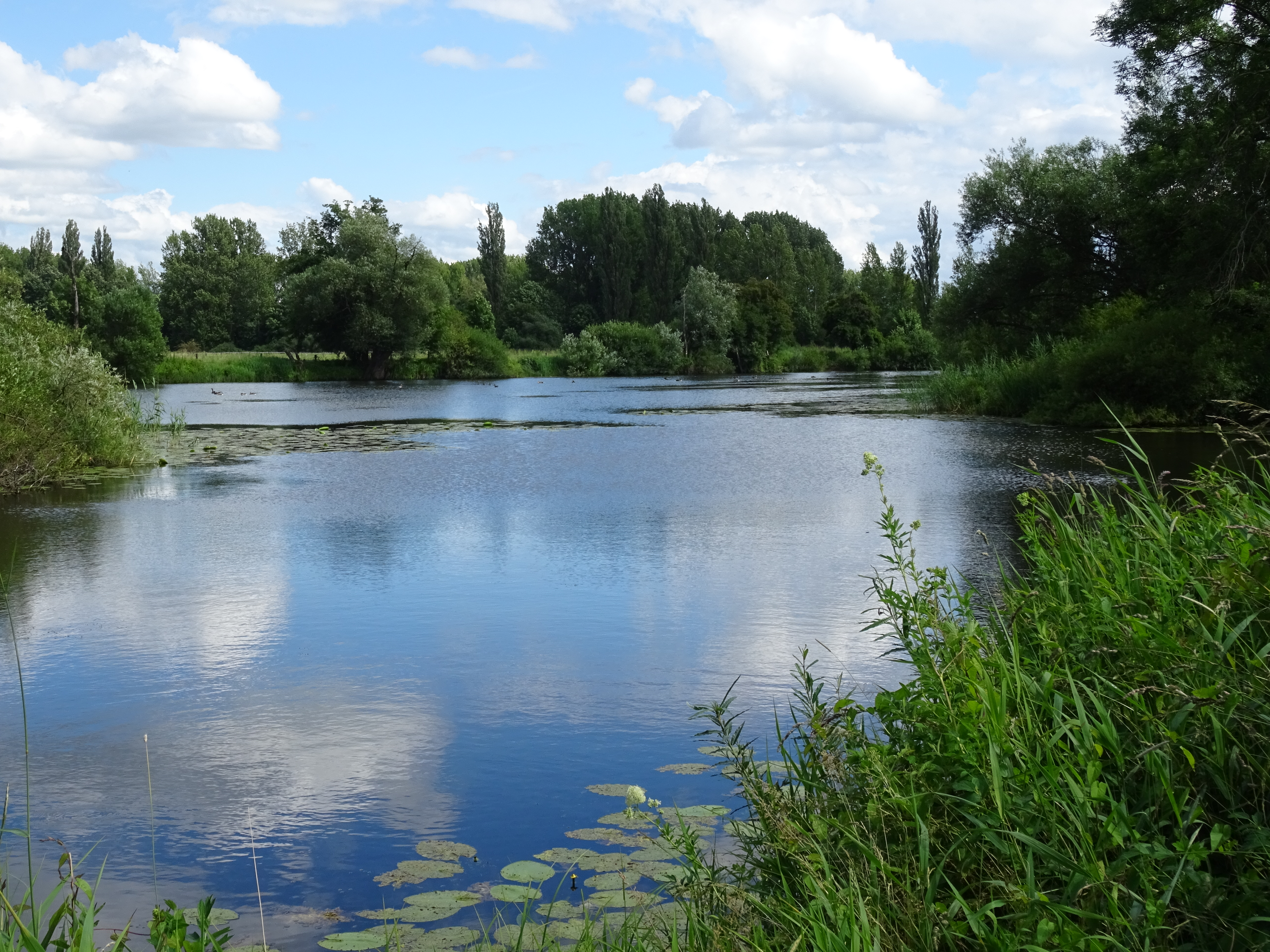
In het natuurreservaat Alte Leine
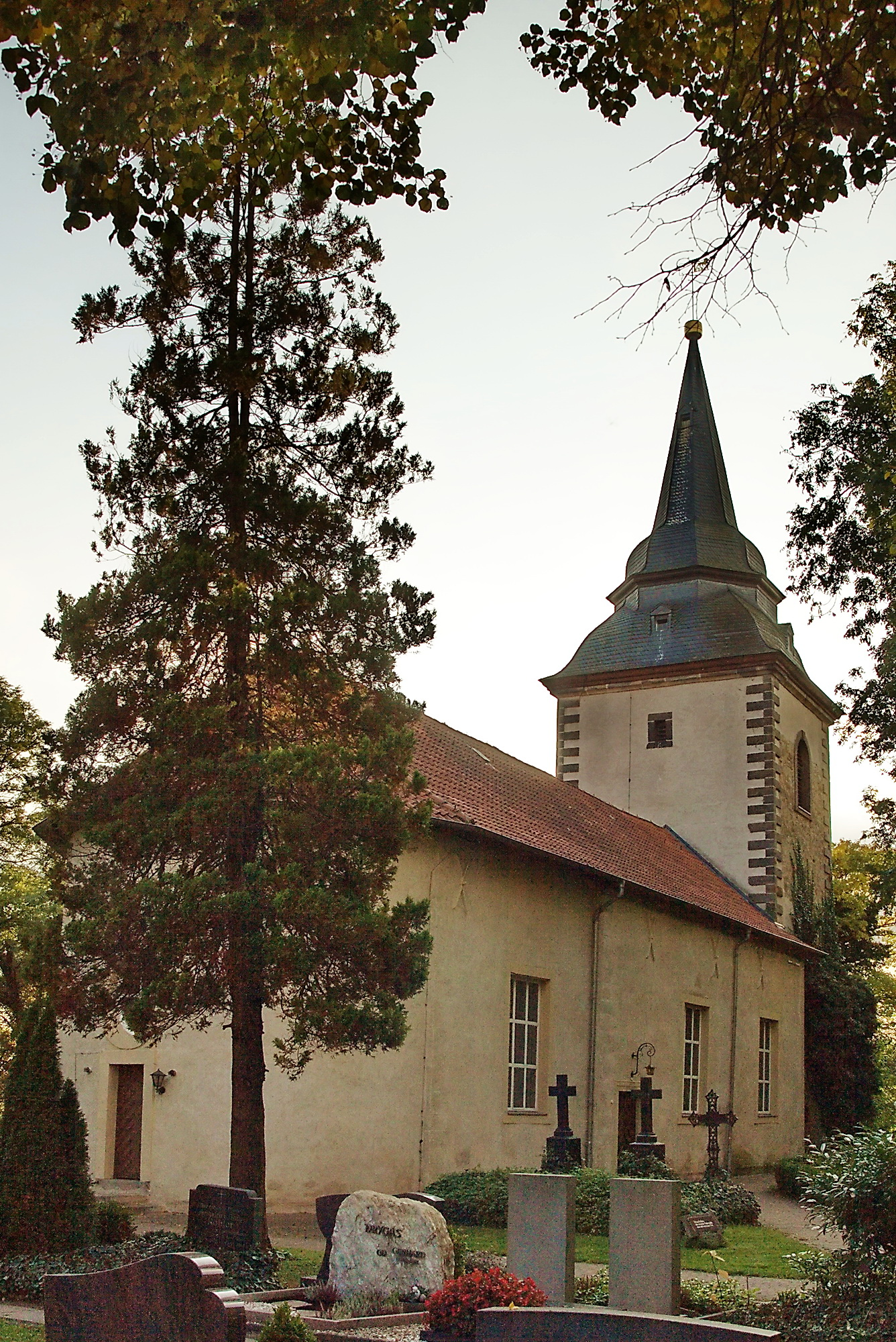
Evang.-lutherse St. Gertrudakerk, Gleidingen (bouwjaar toren ca. 1720, kerk ca. 1820)

## Niet te verwarren met
Het gehucht Laatzen, waar van 1963 tot 1995 Nederlandse militairen met HAWK-groepen geleide wapens  (HAWK luchtdoelraketten) waren gestationeerd, maakt deel uit van het dorp Groß Berkel, dat op zijn beurt weer deel uitmaakt van de gemeente Aerzen, Landkreis Hamelen-Pyrmont.